# O Estranho Mundo de Zé do Caixão
O Estranho Mundo de Zé do Caixão é um filme brasileiro de terror de 1968, produzido e dirigido por José Mojica Marins, também conhecido pelo seu alter ego, Zé do Caixão. O filme é uma coleção de três curtas-metragens: O Fabricante de Bonecas, Tara, e Ideologia. A canção título foi escrita por Marins, e executada por Edson Lopes e o grupo de samba brasileiro Titulares do Ritmo.
Apesar do título, o personagem Zé do Caixão não aparece literalmente no filme. No entanto, na terceira história, há um personagem chamado Oãxiac Odéz (Zé do Caixão de trás para frente) que dá abertura à interpretação do espectador de que pode ou não ser o Zé do Caixão disfarçado de outra pessoa.

## Sinopse

### O Fabricante de Bonecas
Um fabricante de bonecas local é muito popular por confeccionar bonecas realistas, que são feitas por suas quatro lindas filhas. Um grupo de assaltantes, ouvindo que a fabricante de bonecas não guardava o seu dinheiro em banco, vai até a sua loja para atacar o velho. O fabricante de bonecas, aparentemente desmaia durante o ataque e os atacantes tentam estuprar suas filhas sedutoras. Resistentes, à princípio, cada uma das mulheres começa a notar os "belos olhos" dos atacantes e tornam-se receptivas e até mesmo encorajam suas investidas. Quando o recuperado fabricante de bonecas aparece na sala, cada filha de forma rápida e silenciosa se afasta de seus atacantes, deixando-os para serem baleados e mortos por seu pai. As cenas seguintes revelam que esta é a técnica pela qual o fabricante de bonecas obtém os olhos realistas para suas bonecas. (18 minutos)
Elenco: Vany Miller, Veronica Krimann, Paula Ramos, Esmeralda Ruchel, Luís Sérgio Person,
Mário Lima, Rosalvo Caçador, Toni Cardi, Messias de Melo, Leila de Oliveira.

### Tara
Um pobre e feio vendedor de balões com um fetiche por pés torna-se obcecado por uma bela mulher que ele vê passar todos os dias. Ele começa a segui-la e observar suas atividades, quando, assistindo ao seu casamento, ele a vê ser assassinada. Mais tarde, após voltar do funeral, ele retorna ao cemitério e viola o mausoléu onde seu caixão foi colocado. Abrindo o caixão, retira seu vestido de noiva, tem relações sexuais com o corpo e realiza o fetichismo do pé. Depois de vesti-la novamente, calça um par de belos sapatos novos nos seus pés, sapatos que o vendedor de balões recolheu após ela tê-los deixado cair enquanto fazia compras, na esperança de um dia devolvê-los a ela. (24 minutos)
Elenco: George Michel Serkeis, Iris Bruzzi, Arnaldo Brasil, Ana Maria, Pontes Santos, Antonia Siqueira, Guilermina Martins, Wilson dos Santos, Bettyr Dorffer, Luís Carlos Vianna.

### Ideologia
O psicótico professor Oãxiac Odéz (José Mojica Marins) convida um professor rival e sua esposa para sua casa, então os aprisiona e submete-os a uma série de provações sádicas, inanição, e exibições de rituais chocantes envolvendo sadismo e canibalismo, em uma tentativa de provar que o instinto supera a razão e o amor. (34 minutos)
Elenco: José Mojica Marins, Osvaldo de Souza, Nidi Reis, Nivaldo de Lima, Salvador do Amaral, Kátia Dumont, Dario Santos,
Carla Sotis.